# Tecomanthe speciosa
Tecomanthe speciosa (Engels: Three Kings vine, Maori: akapukaea) is een soort uit de trompetboomfamilie (Bignoniaceae). Het is een forse bladerrijke klimplant die tot 10 meter hoog kan worden. De bladeren zijn taai en aan de bovenkant donkergroen en aan de onderkant bleker van kleur. De bloemen groeien in tuilen en hebben een witte of groene kleur. De vruchten zijn groenkleurige zaadpeulen, die ongeveer drie maanden na de bloei verschijnen.
De soort komt voor op de Driekoningeneilanden, 55 kilometer vanaf het noordelijkste punt van Nieuw-Zeeland gelegen. De plant groeit op steenachtige stroombeddingen in gemengde kustbossen die gedomineerd worden door soorten als Kunzea ericoides en Hedycarya arborea.
... · 
Campsis (Trompetklimmer) · 
Catalpa (Trompetboom) · 
Crescentia · 
Kigelia · 
Martinella · 
Spathodea · 
Stereospermum · 
...